# Radim Šrám
Radim Šrám (27. srpna 1939 – 29. listopadu 2022) byl český molekulární epidemiolog a genetik, vedoucí oddělení genetické ekotoxikologie Ústavu experimentální medicíny Akademie věd České republiky.

## Život
Jeho otcem byl známý pražský lékař internista, který odešel v padesátých létech jako primář do Františkových Lázní. Má dva sourozence a tři vlastní děti z prvého manželství a další, které vyženil. Po absolvování gymnázia nedostal doporučení ke studiu na vysoké škole a tak šel pracovat jako zaučený soustružník do „Automobilových závodů KG (Praga)“. To mu umožnilo získat i jiné úhly pohledů na život i na současnost a prohloubilo jeho sociální cítění. Za rok doporučení ke studiu dostal a byl přijat na Lékařskou fakultu hygienickou (dnes 3. lékařská fakulta Univerzity Karlovy v Praze). Během středoškolských i vysokoškolských studií se aktivně podílel na činnosti dramatických skupin studentů.

### Studium a odborné zrání
V roce 1964 dokončil Lékařskou fakultu hygienickou UK v Praze. Během studií se zabýval genetickou problematikou ve vztahu k toxikologii, experimentoval na drosophilách a intenzivně se účastnil studentské vědecké činnosti jako pomocná vědecká síla. Po promoci nastoupil do Ústavu hygieny jako odborný pracovník, pokračoval ve vědecké práci a podílel se na odborných expertizách.
V roce 1968 získal roční stipendium v Ústavu genetiky Edinburské univerzity u prof. C. Auerbachové (Dept. of Genetics, University of Edinburgh, U.K. (prof.C.Auerbach). Intenzivně se věnoval práci, takže byl zařazen jako výzkumný pracovník. Tento pobyt mu umožnil konfrontaci s výzkumníky rozvinutých světových genetických laboratoří a založil řadu neformálních kontaktů, které dále rozvíjel.
Do ČSSR se vrátil koncem roku 1969. krátce po té napsal a v roce 1970 obhájil kandidátskou disertační práci (dnes PhD) na téma „Mutagenní účinky některých chemických látek a vztah k jejich struktuře“. Oponent prof. Dr. Bohumil Sekla ukončil obhajobu konstatováním, že práce splňovala všechny požadavky na doktorskou disertační práci (DrSc.) Publikoval řadu prací, které se setkaly s ohlasem nejen u nás, ale i v zahraničí (Benes V, Sram R: Mutagenic activity of some pesticides in Drosophila melanogaster.Ind Med Surg 38: 442–444 (1969), Sram RJ: The effect of storage on the frequency of translocations in Drosophila melanogaster. Mutat Res 9: 243–244 (1970), Sram RJ: Mutagenic effect of LSD in Drosophila melanogaster. Activ Nerv Super (Praha) 12: 265–266 (1970).
V odborných publikacích používal od roku 1969 též první písmeno svého druhého křestního jména Jan Evangelista k připomenutí si nadějí svých rodičů, které při křtu do něho vkládali.
V roce 1972 uspořádal na zámku Žinkovy 2nd Annual Meeting of EEMS (European Environmental Mutagen Society), v roce 1975 Symposium on New Developments in Mutagenicity Testing of Environmental Chemicals (International Association of Environmental Mutagen Societies). Obě konference měly značný ohlas, zúčastnili se jich představitelé oboru z celého světa. Uspořádání významně přispělo k rozvoji této problematiky v ČSSR. 
Pracoval jako vedoucí Laboratoře genetiky a Národní laboratoře pro genotoxicitu v Institutu hygieny a epidemiologie. Věnoval se studiu metageneze zevním prostředím, dále studiu genotoxicity na savčích modelech i v lidské populaci. Výrazně se podílel na vytvoření systému laboratoří genotoxikologie v rámci hygienické služby. Díky těmto aktivitám postupně vznikly laboratoře pro genotoxicitu v krajských hygienicko-epidemiologických stanicích v Ústí n.L., Ostravě a Brně. 
V roce 1977 obhájil disertační doktorskou práci na téma „Genetické riziko chemických látek – studium mutagenní aktivity, obecné vztahy a systém hodnocení“.
V té době se již dostávala do popředí problematika ovzduší, zejména v pánevních oblastech Čech a její dopady na zdravotní stav populace těchto lokalit. 
Organizoval a řešil několik studií s KHS Ústí nad Labem a s OHES Teplice (R. J. Šrám et al.: Cytogenetic analysis of peripheral lymphocytes in glass workers occupationally exposed to mineral oils. Mutation Res. 144, 1985, 277–280; R. J. Šrám, M. Černá, N. Holá: Effect of ascorbic acid prophylaxis in groups occupationally exposed to mutagens. In: C.Ramel, B.Lambert, J.Magnusson (eds.): Genetic Toxicology of Environmental Chemicals. Part B: Genetic Effects and Applied Mutagenesis. A.R.Liss, New York 1986, p.327–335. )
Od roku 1982 pracoval ve Výzkumném ústavu psychiatrickém jako vedoucí laboratoře farmakogenetiky a oddělení biologické psychiatrie. Z tohoto období jsou nejvýznamnější práce věnované genetickému vlivu léků (prothiaden, paracetamol) a  genetickému poškození u chronických alkoholiků. (J. Kočišová, P. Rössner, B. Binková, H. Bavorová, R. J. Šrám: Mutagenicity studies on paracetamol in human volunteers. I. Cytogenetic analysis of peripheral lymphocytes and lipid peroxidation in plasma. Mutation Res. 209, 1988, 161–165;; J. Topinka, B. Binková, R. J. Šrám: DNA-repair capacity and lipid peroxidation in chronic alcoholics. Mutation Res. 263, 1991, 133–136; R. J. Šrám, B. Binková: Side-effects of psychotropic therapy. In: L.Packer, L.Prilipko, Y.Christen (eds.): Free Radicals in the Brain Aging, Neurological and Mental Disorders. Springer Verlag, Berlin-Heildelberg-New York 1992, p.153–166).
Pozornost zaslouží jeho práce na problematice antioxidantů a vitaminizování vitaminem C a E obyvatel domova důchodců, kteří potom jevili známky zlepšení zdravotního stavu, včetně psychických funkcí. (R. J. Šrám, B. Binková, J. Kočišová, J. Topinka, I. Fojtíková, I. Hanel, J. Klaschka, F. Kotěšovec, V. Kubíček, J. A. Gebhart: Antioxidants effect on alcohol, drugs and aging. In: M. L. Mendelsohn, R. J. Albertini (eds.): Mutation and the Environment. Part C: Somatic and Heritable Mutation, Adduction and Epidemiology. J.Wiley-Liss, New York 1990, p. 327–337).
Od roku 1991 do roku 2016 byl vedoucím Laboratoře genetické ekotoxikologie ÚEM AV ČR, posléze vedoucím Oddělení genetické ekotoxikologie. Od roku 2016 byl po organizační transformaci vědeckým pracovníkem.
Poslední léta se Radim Šrám věnoval převážně vlivům znečištění ovzduší na zdravotní stav populace. Od roku 2007 koordinoval rozsáhlý výzkum znečištění ovzduší na Ostravsku.(R. J. Šrám: Vliv znečištěného ovzduší na zdravotní stav populace, Ochrana ovzduší 5/2012:4–10)

## Vědecké zaměření a aktivity
Molekulární epidemiologie, biomarkery expozice, účinku a vnímavosti k mutagenům a karcinogenům, vliv znečištěného ovzduší na lidské zdraví.
Dlouholeté zkušenosti s prováděním studií zabývajících se zdravím ve vztahu k životnímu prostředí, zejména v oblasti genetické toxikologie a molekulární epidemiologie.
V období 1964–1982 zaměřen na oblast mutageneze zevním prostředím, studium genotoxicity na savčích modelech a lidské populaci. Výrazně se podílel na vytvoření systému laboratoří genotoxikologie v rámci hygienické služby. V letech 1982–1991 pracoval v oblasti ekologické genetiky a dále se zabýval účinky antioxidantů v procesu stárnutí a duševních chorob. Od roku 1990 studoval vliv mykotoxinů na genetické poškození u horníků uranových dolů.
V letech 1991–2013 byl řešitelem řady národních i mezinárodních projektů (EU, US EPA, HEI). Založení a koordinace „Programu Teplice” (Teplice I 1991–1996, Teplice II 1997–2000, Program “Znečištění ovzduší a zdraví”), významného vědeckého projektu zabývajícího se vlivy znečištěného životního prostředí na lidské zdraví. Cílem těchto výzkumných studií bylo zjistit vliv znečištění životního prostředí, v prvé řadě ovzduší, na zdravotní stav populace v pánevních oblastech a v Praze. Studium se soustředilo na analýzu dýchacích funkcí, neuropsychických účinků, výsledků těhotenství, úmrtnosti a vzniku nádorových onemocnění. Program byl řešen úzké spolupráci s US Environmental Protection Agency (US EPA). K jeho plnění se v České republice spojilo 20 pracovišť, zejména okresních a krajských hygienických stanic ze severních, středních a jižních Čech, výzkumných ústavů a univerzit (R.J.Šrám, I.Beneš, B.Binková, J.Dejmek, D.Horstman, F.Kotěšovec, D.Otto, S.D.Perreault, J.Rubeš, S.H.Selevan, I.Skalík, R.K.Stevens, J.Lewtas: Teplice Program – the impact of air pollution on human health. Environ. Health Perspect. 104, Suppl.4, 1996, 699–714).
Od roku 2007 koordinoval rozsáhlý výzkum znečištění ovzduší na Ostravsku, který byl zaměřen jak na hodnocení vlivu znečištění ostravského ovzduší na zdravotní stav populace, zejména dětí, tak na studium genotoxicity látek přítomných v ovzduší Ostravska a jejich škodlivé účinky na genetický materiál.
V posledních letech se věnoval studiu vlivu znečištěného ovzduší na novorozence v Karviné, Mostě a Českých Budějovicích (R. J. Sram, B. Binkova, M. Dostal, M. Dostalova-Merkerova, H. Libalova, A. Milcova, P. Rössner Jr., J. Schmuczerova, V. Svecova, J. Topinka, H. Votavova:  Health impact of air pollution to children. Int J Hyg Environ Health, 216, 2013: 533–40; A. Ambroz, V. Vlkova, P. Rossner, Jr, A. Rossnerova, V. Svecova, A. Milcova, J. Pulkrabova, J. Hajslova, M. Veleminsky, Jr, I. Solansky, R. J. Sram: Impact of air pollution on oxidative DNA damage and lipid peroxidation in mothers and their newborns. Int J Hyg Environ Health. 219, 2016: 545–556).                                 
Zúčastnil se řady výzkuných projektů EU: PHARE, EXPOLIS, EXPAH, INTARESE, AIRNET, CancerRiskBiomarkers, ChildrenGenoNetwork, PINCHE, ENVIRISK, CITI-SENSE.
Publikoval více než 300 článků v recenzovaných odborných časopisech (celkový počet publikací s IF vice než 250, celkový počet citací = 6479, HI = 48). Je zastoupen ve Stanfordském přehledu 2% celosvětově nejcitovanějších vědců (úhrn za celou profesní dráhu).

## Kniha
- Dědičnost a člověk. [s.l.]: Státní pedagogické nakladatelství, 1987. 254 s.

## Výzkumné projekty (2010–2017)
- 2006–2011 ENVIRONGEN "Využití toxikogenomiky pro studium mechanismů působení environmentálních polutantů na lidské zdraví" (2B06088, MŠMT ČR) – koordinátor
- 2007–2011 ENVIRONGENOM “Vliv variability genomu na interakci lidského organismu a životního prostředí” (SP/1b3/50/07, MŽP ČR) – koordinátor
- 2008–2010 AIRGEN “Studium zdravotních důsledků znečištěného ovzduší na Ostravsku s využitím genomiky” (SP/1b3/8/08, MŽP ČR) – koordinátor
- 2008–2011 AIRTOX “Nové přístupy ke studiu toxicity ovzduší a jejich příspěvek ke stanovení limitních hodnot vybraných polutantů” (2B08005, MŠMT ČR) – koordinátor
- 2013–2016 „Dopady znečištění ovzduší na genom novorozenců“ (GA ČR P30113-13458S) – koordinátor
- 2016–2017 „Ovlivnění novorozenců prostředím“ (Strategie AV21-Qualitas) – koordinátor

## Granty EU
- 2007–2010 18385-2 "Integrated assessment of health risks of environmental stressors in Europe (INTARESE)"
- 2012–2016 308524-2 “Development of sensor-based Citizen’s Observatory Community for improving quality of life in cities” (CITI-SENSE)
- 2017–2021 „European Human Biomonitoring Initiative – HBM4EU“ (Horizone 2020 - 733032)

## Pedagogická činnost
- Centrum pro otázky životního prostředí UK, Praha
- Přírodovědecká fakulta UK, Praha – Genetika
- Přírodovědecká fakulta Jihočeské univerzity – Genetika
- Ass.Professor, University of Texas, Medical Branch, Galveston, TX (1996–2004)
- Fakulta životního prostředí UJEP, Ústí nad Labem – Genetická toxikologie
- Zdravotně sociální fakulta JU, České Budějovice – Epidemiologie, Zajišťování kvality potravin a stravy

## Člen redakční rady časopisů
- 1978–1982 Mutation Research
- 1996–2005 Japan Journal of Cancer Research
- 1999–2005 Cancer Epidemiol.,Biomarkers & Prevention
- 1994–2005 Environmental Health Perspectives
- 2002–2016 International Journal of Hygiene and Environmental Health
- od 2017 Journal of Applied Biomedicine

## Expertní a poradní činnost
Byl členem několika národních poradních orgánů dohlížejících na kvalitu životního prostředí a zdraví (Rada vlády pro udržitelný rozvoj, předseda Komise pro životní prostředí AV ČR, místopředseda vědecké rady MŽP).
Z hlediska konsiliárních činností byl expertem WHO (WHO-Europe, WHO-IPCS), kde se podílel na přípravě materiálů o vlivu znečištěného ovzduší na genetický materiál dětí), opakovaně pracoval jako hodnotitel návrhů projektů pro EC DG Research, 2006–2012, člen komise MŠMT ČR hodnotící výzkumné závěry.

## Ocenění
- Čestný předseda Společnosti pro mutagenezu zevním prostředím Čs. Biologické společnosti. 1993–1995 president European Environmental Mutagen Society.
- Stříbrná medaile J.G.Mendela (ČSAV 1989), Fritz Sobels Award (European Environmental Mutagen Society 2000),
- Cena ministra životního prostředí ČR (2008), čestná oborová medaile J. E. Purkyně za zásluhy v biomedicinských vědách (AV ČR 2013),
- Alexander Hollaender Award (Environmental Mutagenesis and Genomics Society 2018).

V roce 2008 získal zvláštní cenu Česká hlava.